# Extracteur (outil)
 (décembre 2021).
Si vous disposez d'ouvrages ou d'articles de référence ou si vous connaissez des sites web de qualité traitant du thème abordé ici, merci de compléter l'article en donnant les références utiles à sa vérifiabilité et en les liant à la section « Notes et références ».
Pour les articles homonymes, voir Extracteur.
L’extracteur (nom générique) est un outil mécanique, et de mécanique, servant à extraire divers types de mécanismes. Il peut être articulé (arrache-rotule, arrache-moyeu, casse-boulon), ou fait d'une seule pièce (extracteur de goujon, qui permet d'extraire de leurs logements des vis ou goujons lorsqu'ils sont cassés et qu'ils ne peuvent plus être dévissés à l'aide d'une clef).

## Métiers
Outils de mécanique générale, on les retrouve souvent sur les établis des garagistes, des électromécaniciens, en atelier de SAV, etc.